# Michail Roschkow
Michail Wiktorowitsch Roschkow (russisch Михаил Викторович Рожков; * 27. Dezember 1983 in Moskau) ist ein russisch-kasachischer ehemaliger Fußballspieler.

## Karriere
Roschkow begann seine Karriere in der Jugendmannschaft des Moskauer Klubs Burevestnik, von wo er 2005 in die erste Mannschaft des FC Alnas Almetyevsk kam. 2006 wechselte er zu Nosta Nowotroizk, welchen er 2009 Richtung FK Rostow verließ. In seiner ersten Saison in der höchsten russischen Spielklasse absolvierte er 19 Spiele. Rostow wurde 14. Danach ging es zum ersten Mal nach Kasachstan, wo der Innenverteidiger bei Lokomotive Astana unterschrieb.
Sein Debüt für die Kasachische Fußballnationalmannschaft gab er am 3. März 2010 im freundschaftlichen Länderspiel gegen die Moldau in Antalya, Türkei, als er durchspielte. Das Spiel wurde 0:1 verloren.

## Erfolge
- Kasachischer Pokalsieger: 2010, 2012